# Вибори до Закарпатської обласної ради 2015
Вибори до Закарпатської обласної ради 2015 — вибори депутатів Закарпатської обласної ради, які відбулися 25 жовтня 2015 року в рамках проведення місцевих виборів у всій країні.
Вибори відбулися за пропорційною системою, в якій кандидати закріплені за 64 виборчими округами. Для проходження до ради партія повинна була набрати не менше 5% голосів.

## Кандидати
Номери партій у бюлетені подані за результатами жеребкування:
| Номер у бюлетені | Назва                                 | Кількість кандидатів | Перший номер                   |
| ---------------- | ------------------------------------- | -------------------- | ------------------------------ |
| 1                | «Блок Петра Порошенка „Солідарність“» | 65                   | Москаль Геннадій Геннадійович  |
| 2                | Аграрна партія України                | 10                   | Садварі Юрій Юрійович          |
| 3                | Єдиний центр                          | 65                   | Балога Віктор Іванович         |
| 4                | ВО «Свобода»                          | 65                   | Куцин Олег Іванович            |
| 5                | «Відродження»                         | 65                   | Кошеля Василь Михайлович       |
| 6                | «За права людини»                     | 31                   | Кузьо Василь Іванович          |
| 7                | Радикальна партія Олега Ляшка         | 45                   | Кинів Богдан Юрійович          |
| 8                | «Наш край»                            | 65                   | Гісем Володимир Васильович     |
| 9                | «Зелена планета»                      | 21                   | Ярина Євген Віталійович        |
| 10               | «Соціалісти»                          | 10                   | Граб Світлана Михайлівна       |
| 11               | «Опозиційний блок»                    | 65                   | Ледида Олександр Олександрович |
| 12               | «Спільна дія»                         | 25                   | Павлова Оксана Михайлівна      |
| 13               | ВО «Батьківщина»                      | 65                   | Кеменяш Олександр Михайлович   |
| 14               | «Об'єднання „Самопоміч“»              | 38                   | Белецький Іван Олександрович   |
| 15               | Партія угорців України «КМКС»         | 53                   | Борто Йосип Йосипович          |
| 16               | УКРОП                                 | 7                    | Негря Власта Степанівна        |

## Результати
| Місце | Партія                                | % голосів | Кількість голосів | Зміна % 2015 до 2010 | Усього місць |
| ----- | ------------------------------------- | --------- | ----------------- | -------------------- | ------------ |
| 1     | Єдиний центр                          | 22,79%    | 100 211           | ▼ -1,35%             | 19           |
| 2     | «Блок Петра Порошенка „Солідарність“» | 18,06%    | 79 393            | ▲ +15,70%            | 15           |
| 3     | «Відродження»                         | 12,85%    | 56 490            | —                    | 11           |
| 4     | Партія угорців України «КМКС»         | 9,44%     | 41 517            | ▲ +2,58%             | 8            |
| 5     | ВО «Батьківщина»                      | 8,59%     | 37 751            | ▼ -0,11%             | 7            |
| 6     | «Опозиційний блок»                    | 5,39%     | 23 689            | ▼ -13,05%            | 4            |
| 7     | Радикальна партія Олега Ляшка         | 4,62%     | 20 321            | —                    | —            |
| 8     | «Об'єднання „Самопоміч“»              | 3,93%     | 17 295            | —                    | —            |
| 9     | ВО «Свобода»                          | 3,30%     | 14 501            | ▲ +1,86%             | —            |
| 10    | «Наш край»                            | 3,26%     | 14 339            | —                    | —            |
| 11    | УКРОП                                 | 3,23%     | 14 207            | —                    | —            |
| 12    | Аграрна партія України                | 1,58%     | 6968              | ▲ +1,23%             | —            |
| 13    | «Зелена планета»                      | 1,08%     | 4731              | ▲ +0,86%             | —            |
| 14    | «За права людини»                     | 1,04%     | 4577              | —                    | —            |
| 15    | «Соціалісти»                          | 0,52%     | 2291              | ▼ -0,15%             | —            |
| 16    | «Спільна дія»                         | 0,32%     | 1421              | —                    | —            |
|       | Усього голосів за партії              | 100%      | 439 702           |                      | 64           |
|       | Недійсні                              | 5,78%     | 27 052            |                      |              |
|       | Усього (явка 49,27%)                  | —         | 468 359           |                      |              |